# Aguascalientes
Aguascalientes är en av Mexikos delstater och är belägen i centrala delen av landet. Delstaten har cirka 1,2 miljoner invånare. Administrativ huvudort och största stad är Aguascalientes. 
Delstatens namn betyder heta källor och syftar på flera termer som ligger i regionen. Silverfyndigheter i den intill liggande delstaten Zacatecas gynnade även utvecklingen i Aguascalientes. Trots allt dominerades delstaten fram till slutet av 1800-talet av jordbruket och sedan etablerades olika industrier.
Under den spanska kolonialtiden kom nybyggarna i konflikt med ursprungsbefolkningen vad som ledde till ett krig mellan 1541 och 1541 som är uppkallat efter fortifikationen Mixtón. Kriget vanns av européerna och befolkningen av Azteker och Tlaxcaltec minskade sedan på grund av slaveri och införda sjukdomar. Fram till 1700-talet var regionens vägar främst en transitsträcka från Mexico City eller Guadalajara till Zacatecas. Silvergruvdriften var inte lika betydande som längre norrut.
Området som innan var en provins i Zacatecas blev 1835 en självständig delstat. Grannen i norr motsatte sig en tid denna självständighet som först blev helt godkänd året 1857. Under den andra franska invasionen i Mexiko 1861–1867 blev även delstatens huvudstad ockuperad. Staden togs tillbaka under ledningen av Porfirio Díaz.
Etableringen av järnvägen säkerställde industrierna i delstatens huvudstad. Bland dessa var garverier av särskild betydelse. Centralorten Aguascalientes blev en viktig järnvägsknutpunkt med linjer till bland annat Mexico City, El Paso i Texas (USA) och Tampico. En drivande kraft i utvecklingen var Daniel Guggenheim som etablerade malmbrytningsanläggningar, främst koppar och bly, i delstaten.

## Administrativ indelning

### Kommuner
|                         |                           |                           |           |                |
| Aguascalientes kommuner |                           |                           |           |                |
| Kod (Clave)             | Namn                      | Huvudstad                 | Yta (km²) | Invånare       |
| 001                     | Aguascalientes            | Aguascalientes            | 1 178,55  | 797 010 (2010) |
| 002                     | Asientos                  | Asientos                  | 542,22    | 45 492 (2010)  |
| 003                     | Calvillo                  | Calvillo                  | 932,62    | 54 136 (2010)  |
| 004                     | Cosío                     | Cosío                     | 129,31    | 15 042 (2010)  |
| 005                     | Jesús María               | Jesús María               | 506,32    | 99 590 (2010)  |
| 006                     | Pabellón de Arteaga       | Pabellón de Arteaga       | 199,72    | 41 862 (2010)  |
| 007                     | Rincón de Romos           | Rincón de Romos           | 376,76    | 49 156 (2010)  |
| 008                     | San José de Gracia]       | San José de Gracia        | 866,08    | 8 443 (2010)   |
| 009                     | Tepezalá                  | Tepezalá                  | 231,70    | 19 668 (2010)  |
| 010                     | El Llano                  | Palo Alto                 | 509,77    | 18 828 (2010)  |
| 011                     | San Francisco de los Romo | San Francisco de los Romo | 139,54    | 35,769 (2010)  |